# F-04D
docomo STYLE series F-04D（ドコモ スタイル シリーズ エフ  ゼロヨン ディー）は、富士通によって開発されたNTTドコモの第3世代移動通信システム（FOMA）端末である。docomo STYLE seriesの端末。

## 概要
F-11Cの事実上の後継機種だが、ドコモのフィーチャーフォンのラインナップ見直しによるdocomo SMART series廃止に伴いSTYLE扱いとなっている。F-11Cに引き続きワンプッシュオープンボタンを搭載する。
背面部にカーボンファイバーやチタンコーティングを採用しており、底面部には薄い塗装を何層にも重ねることでキズに強く仕上げられた「タフシールド」が施されている。
CARBON BLACKに関しては本物のカーボンファイバーを素材に使用しており、ほかのカラーバリエーションよりも軽量化されている。また、IPX5/8等級の防水性能を実現している。
WiFi通信（IEEE802.11b・g・n）の通信にも対応しており、最高150Mbpsの高速通信が無料で利用できる。SIMカードはmicroSIMを採用している。

## その他機能
| 主な対応サービス                   | 主な対応サービス                                                    | 主な対応サービス                       | 主な対応サービス                                 |
| ---------------------------------- | ------------------------------------------------------------------- | -------------------------------------- | ------------------------------------------------ |
| タッチパネル                       | FOMAハイスピード7.2Mbps(受信)                                       | Bluetooth                              | DCMX／おサイフケータイ                           |
| iアプリオンライン／地図アプリ      | 直感ゲーム／メガiアプリ                                             | iウィジェット                          | マチキャラ／iコンシェル                          |
| ホームU／ポケットU                 | GPS／オートGPS／ケータイお探し                                      | デコメール／デコメ絵文字／デコメアニメ | iチャネル                                        |
| 着もじ                             | テレビ電話／キャラ電                                                | ケータイデータお預かりサービス         | フルブラウザ                                     |
| おまかせロック／バイオ認証         | 外部メモリーへiモードコンテンツ移行／ユーザーデータ一括バックアップ | トルカ                                 | iC通信／iCお引越しサービス                       |
| きせかえツール／ダイレクトメニュー | バーコードリーダ／名刺リーダ                                        | 2in1                                   | エリアメール／ソフトウェアーアップデート自動更新 |
| GSM／3Gローミング（WORLD WING）    | 着うたフル／うた・ホーダイ                                          | Music&Videoチャネル／ビデオクリップ    | デジタルオーディオプレーヤー(AAC)(WMA)           |

## 歴史
- 2011年10月18日 - NTTドコモより発表
- 2012年1月6日 - 予約開始[3]
- 2012年1月13日 - 全国一斉発売予定